# Paracardiophorus devastans
Paracardiophorus devastans là một loài bọ cánh cứng trong họ Elateridae. Loài này được Matsumura miêu tả khoa học năm 1911.